# Mareya brevipes
Mareya brevipes är en törelväxtart som beskrevs av Ferdinand Albin Pax. Mareya brevipes ingår i släktet Mareya och familjen törelväxter. Inga underarter finns listade i Catalogue of Life.